# Giampaolo Menichelli
Giampaolo Menichelli (Roma, 29 giugno 1938) è un ex calciatore italiano, di ruolo ala.

## Biografia
Nato nel quartiere romano di Portuense, è fratello del ginnasta olimpionico Franco.

## Carriera

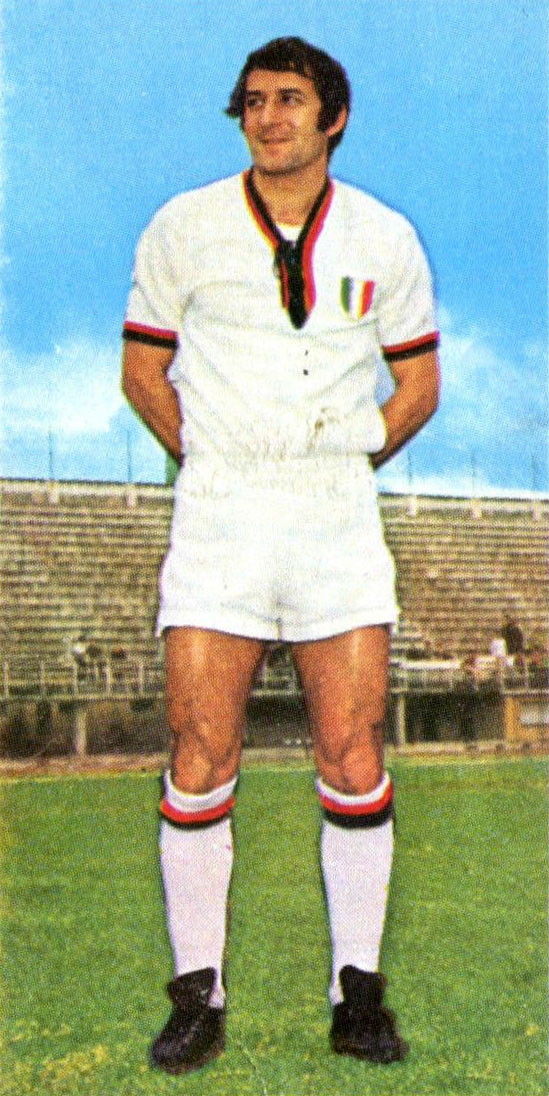
Menichelli al Cagliari nell'annata 1970-1971

Iniziò la carriera nelle giovanili della Roma, per poi esordire in Serie A in maglia giallorossa il 9 febbraio 1958.
Passato in prestito alla Sambenedettese nell'inverno 1958, Menichelli si mise subito in luce, segnando un gol al debutto in maglia rossoblù contro il Catania (2-2); seguì poi una stagione al Parma e il ritorno a Roma, dove militò per tre annate partecipando al successo nella Coppa delle Fiere 1960-1961 – unico trofeo appannaggio di una squadra italiana nella storia della competizione –, vinta nella doppia finale contro gli inglesi del Birmingham City.
Già ala sinistra della nazionale italiana, e con alle spalle il campionato del mondo 1962 in Cile, nel 1963 Menichelli passò alla Juventus. Restò a Torino per sei stagioni, collezionando in maglia bianconera 194 presenze e 59 reti in Serie A.
In Piemonte Menico contribuì da protagonista alle vittorie della Coppa Italia 1964-1965, dove emerse quale capocannoniere dell'edizione siglando inoltre nella finale di Roma il gol decisivo alla Grande Inter, e del campionato italiano 1966-1967, rimasto nella memoria per il sorpasso all'ultima giornata sull'Inter di Herrera ormai al crepuscolo, e che fruttò il tredicesimo scudetto alla Vecchia Signora; in questo ultimo caso, Menichelli si rivelò fondamentale con 33 presenze e 11 reti, che ne fecero il miglior cannoniere stagionale della squadra (un quarto di quelle segnate complessivamente dai torinesi).
Nell'estate 1969 passò al Brescia, dove rimase un solo anno senza riuscire a evitare la discesa delle rondinelle in Serie B. Ritrovò tuttavia la massima categoria appena pochi mesi dopo, nella sessione autunnale di mercato, grazie al Cagliari campione d'Italia in carica, dal quale venne ingaggiato per sostituire Gigi Riva temporaneamente fermato da un grave infortunio. Dopo una stagione in Sardegna, lasciò definitivamente l'attività agonistica all'età di trentatré anni.
In carriera ha totalizzato complessivamente 261 presenze e 60 reti in Serie A, e 64 presenze e 14 reti in Serie B.

## Statistiche

### Cronologia presenze e reti in nazionale
| Cronologia completa delle presenze e delle reti in nazionale ― Italia | Cronologia completa delle presenze e delle reti in nazionale ― Italia | Cronologia completa delle presenze e delle reti in nazionale ― Italia | Cronologia completa delle presenze e delle reti in nazionale ― Italia | Cronologia completa delle presenze e delle reti in nazionale ― Italia | Cronologia completa delle presenze e delle reti in nazionale ― Italia | Cronologia completa delle presenze e delle reti in nazionale ― Italia | Cronologia completa delle presenze e delle reti in nazionale ― Italia |
| Data                                                                  | Città                                                                 | In casa                                                               | Risultato                                                             | Ospiti                                                                | Competizione                                                          | Reti                                                                  | Note                                                                  |
| --------------------------------------------------------------------- | --------------------------------------------------------------------- | --------------------------------------------------------------------- | --------------------------------------------------------------------- | --------------------------------------------------------------------- | --------------------------------------------------------------------- | --------------------------------------------------------------------- | --------------------------------------------------------------------- |
| 5-5-1962                                                              | Firenze                                                               | Italia                                                                | 2 – 1                                                                 | Francia                                                               | Amichevole                                                            | -                                                                     |                                                                       |
| 13-5-1962                                                             | Bruxelles                                                             | Belgio                                                                | 1 – 3                                                                 | Italia                                                                | Amichevole                                                            | 1                                                                     |                                                                       |
| 31-5-1962                                                             | Santiago del Cile                                                     | Italia                                                                | 0 – 0                                                                 | Germania Ovest                                                        | Mondiali 1962 - 1º turno                                              | -                                                                     |                                                                       |
| 2-6-1962                                                              | Santiago del Cile                                                     | Cile                                                                  | 2 – 0                                                                 | Italia                                                                | Mondiali 1962 - 1º turno                                              | -                                                                     |                                                                       |
| 27-3-1963                                                             | Istanbul                                                              | Turchia                                                               | 0 – 1                                                                 | Italia                                                                | Qual. Euro 1964                                                       | -                                                                     |                                                                       |
| 12-5-1963                                                             | Milano                                                                | Italia                                                                | 3 – 0                                                                 | Brasile                                                               | Amichevole                                                            | -                                                                     |                                                                       |
| 9-6-1963                                                              | Vienna                                                                | Austria                                                               | 0 – 1                                                                 | Italia                                                                | Amichevole                                                            | -                                                                     |                                                                       |
| 10-11-1963                                                            | Roma                                                                  | Italia                                                                | 1 – 1                                                                 | Unione Sovietica                                                      | Qual. Euro 1964                                                       | -                                                                     |                                                                       |
| 11-4-1964                                                             | Firenze                                                               | Italia                                                                | 0 – 0                                                                 | Cecoslovacchia                                                        | Amichevole                                                            | -                                                                     |                                                                       |
| Totale                                                                |                                                                       | Presenze                                                              | 9                                                                     |                                                                       | Reti                                                                  | 1                                                                     |                                                                       |

## Palmarès

Menichelli, tra Leoncini e Bercellino I, solleva la Coppa Italia 1964-1965 in cui fu match winner della finale.

### Club

#### Competizioni nazionali
- Coppa Italia: 1

Juventus: 1964-1965
- Campionato italiano: 1

Juventus: 1966-1967

#### Competizioni internazionali
- Coppa delle Fiere: 1

Roma: 1960-1961

### Individuale
- Capocannoniere della Coppa Italia: 1

1964-1965 (3 gol)